# Pastiglia Valda

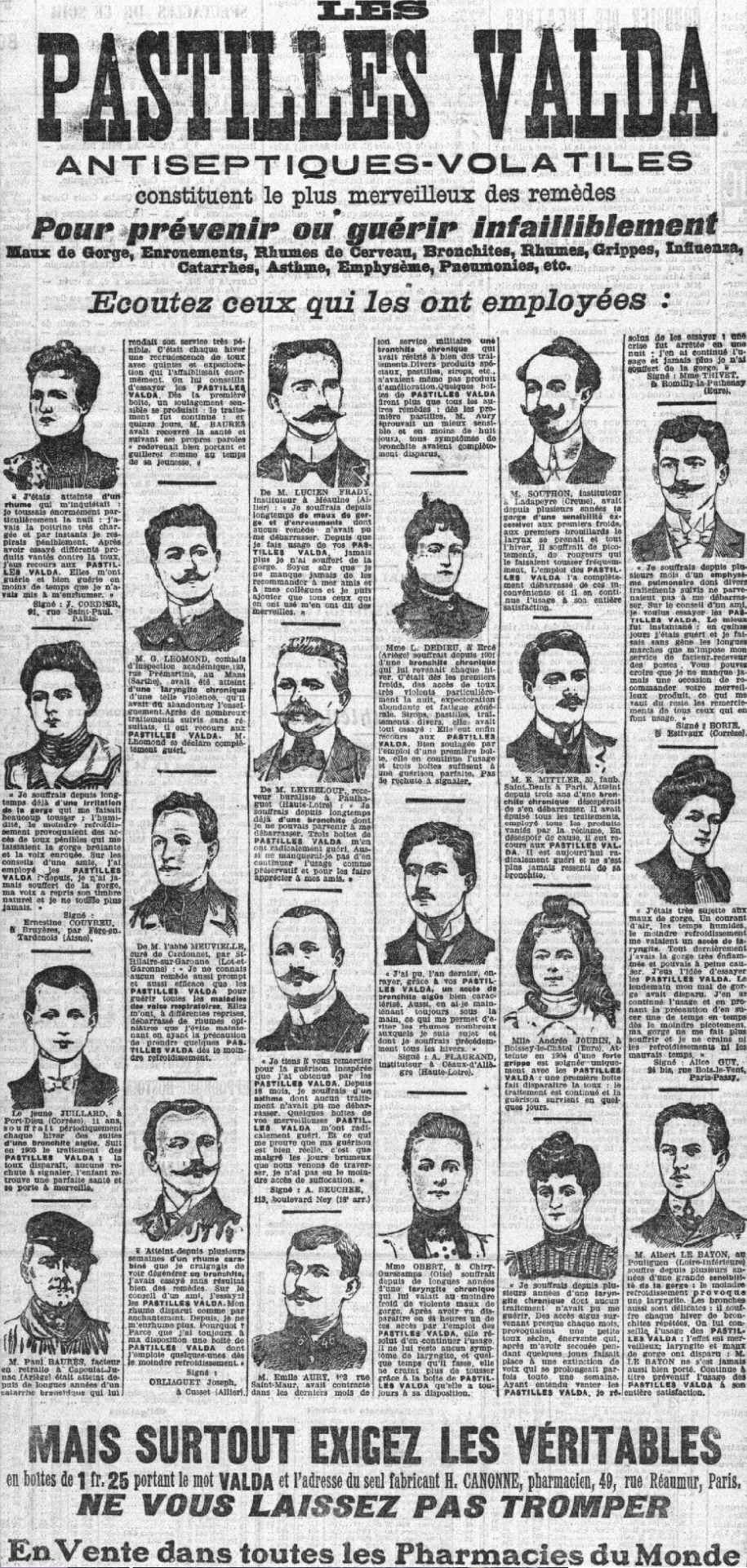
Pubblicità del 1906

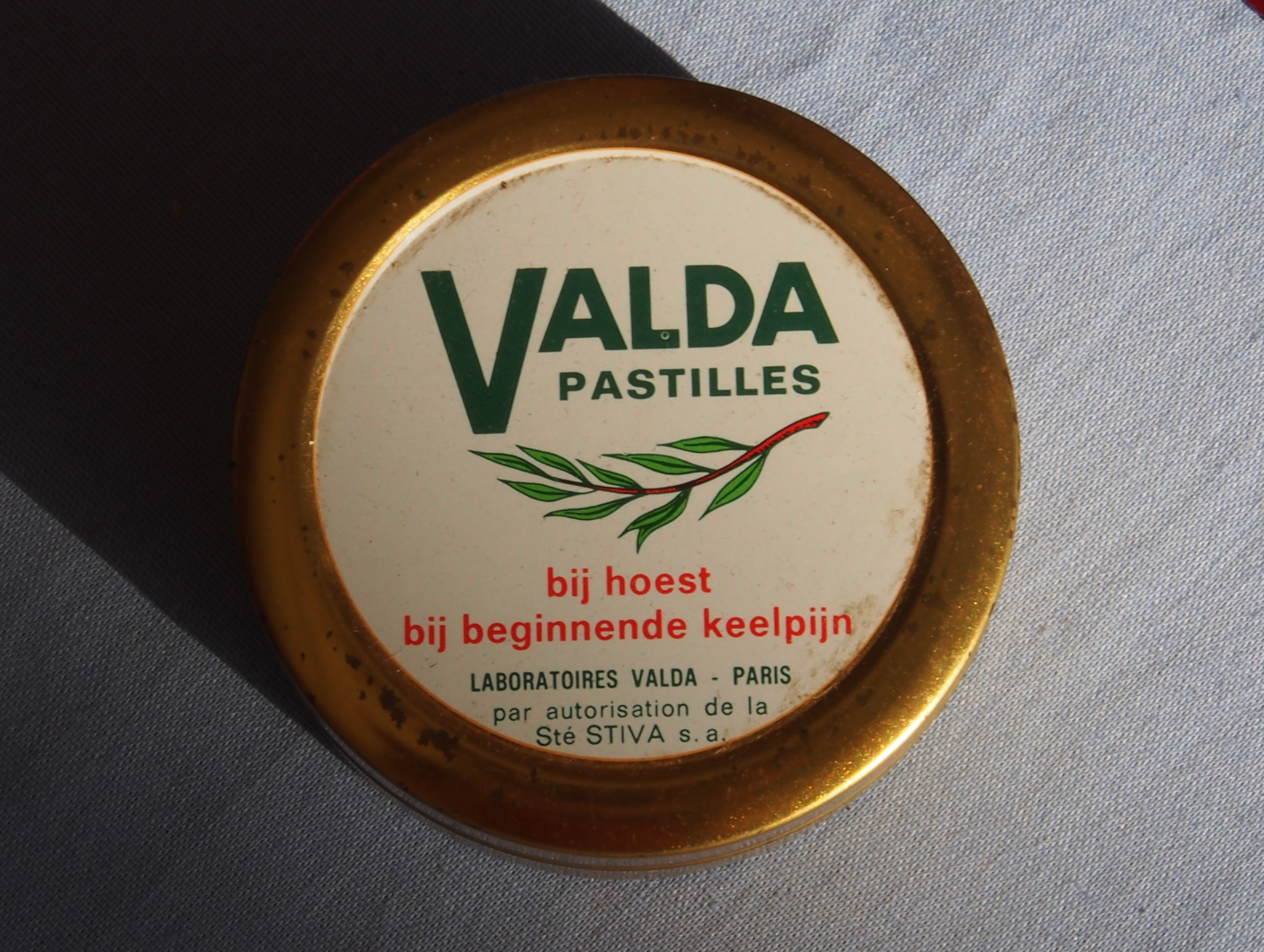
Scatola Valda

Valda è la marca che dal 1905 produce pastiglie balsamiche a base di levomentolo e olio essenziale di eucalipto dedicate al trattamento delle irritazioni delle vie respiratorie.
Terminate le pastiglie, spesso le scatole di metallo dorate delle stesse venivano conservate e riutilizzate come contenitori di spilli, bottoni, chiodi e altri piccoli oggetti. Anche per questo motivo Valda è rimasta nella memoria collettiva e ha assunto quasi l'immagine di un prodotto vintage.
(Stefano Benni, Ma che notte è)

## Storia
Nel 1905 a Parigi il farmacista Henri Edmond Canonne decise di fabbricare da sé un nuovo medicinale per calmare le infezioni delle vie respiratorie. In quell'anno aprì una grande farmacia/laboratorio accanto alla Gare de l'Est e vendette il prodotto anche sulle banchine della stazione.
In Francia ottiene un grande successo e l'anno successivo il prodotto viene commercializzato in Italia e, dal 1908, esportato in più di trenta paesi.
Canonne fu uno dei primi imprenditori a comprendere l'importanza della comunicazione e, per pubblicizzare le sue pastiglie, inventò il Dottor Valda un anziano personaggio dall'aria rassicurante che racconta al pubblico i benefici delle nuove caramelle. Il Dottor Valda inizia a comparire su manifesti e disegni illustrati dai più grandi artisti dell'epoca, tra cui Falcucci e Raymond Savignac. Inoltre si trova sui cataloghi di vendita per corrispondenza, scatole da fiammiferi illustrate, fino all'idea innovativa di Canonne di presidiare anche i vagoni dei treni.

## Il nome
Esistono tre ipotesi riguardo l'etimologia della parola Valda.
- Valda è la contrazione dei due termini latini valetudo (salute) e dare (dare).
- Valda è l'anagramma di Rue de Daval, il nome della via parigina dove venivano fabbricati alcuni prodotti venduti nella farmacia di Canonne.
- Valda rappresenta lo speciale omaggio ad un'amica russa di Canonne.

## Oggi
Il marchio Valda, nel 2006, ha compiuto in Italia i suoi cento anni.
Alle classiche Valda si è aggiunta la nuova gamma di prodotti naturali composta da
- Valda Propoli ed Eucalipto
- Valda Timo e Limone
- spray alla propoli.